# Glen White
Glen White, conosciuto anche come Glenn White (13 giugno 1880 – ...), è stato un attore statunitense del cinema muto.

## Biografia
Fece la sua prima apparizione sugli schermi nel 1912, in The Trysting Tree, un cortometraggio prodotto dalla Champion Film Company, una piccola società indipendente che di lì a poco si sarebbe fusa nell'Universal Film Manufacturing Company.
Nel 1916, ricoprì il ruolo di Mercuzio in Romeo and Juliet, una delle numerose versioni cinematografiche della tragedia di Shakespeare che quella volta aveva come protagonista Theda Bara. Sempre accanto a Theda Bara, nel 1917 impersonò Quasimodo in The Darling of Paris, titolo che la Fox Film Corporation assegnò a un adattamento per lo schermo di Notre-Dame de Paris; sempre nello stesso anno, White affiancò ancora Theda Bara in Camille e in The Tiger Woman.
Nella sua carriera, che sarebbe durata fino al 1921, Glen White prese parte a una settantina di pellicole. Il suo ultimo film, The House of Mystery , nel quale interpreta il ruolo del protagonista, uscì nel 1921.
Nel 1920, usando il nome Glenn White, fece un'incursione anche nella regia, dirigendo The Sacred Ruby

## Filmografia
- The Trysting Tree – cortometraggio (1912)
- Fate's Way – cortometraggio (1912)
- The Wreckers – cortometraggio (1912)
- On the Danger Line – cortometraggio (1912)
- The Sealed Envelope
- A Dreamland Tragedy – cortometraggio (1912)
- Her Yesterday – cortometraggio (1912)
- A Man – cortometraggio (1912)
- Absinthe – cortometraggio (1913)
- A Northwoods Romance – cortometraggio (1913)
- Snow White, regia di Harry C. Mathews – cortometraggio (1913)
- The Blindness of Courage; or, Between Two Loves – cortometraggio (1913)
- Bob's Baby – cortometraggio (1913)
- What Girls Will Do – cortometraggio (1913)
- The Winner – cortometraggio (1913)
- For Old Love's Sake – cortometraggio (1913)
- The Ring of Sorrow – cortometraggio (1913)
- The End of the Road, regia di William Robert Daly – cortometraggio (1913)
- Where the Hop Vine Twines – cortometraggio (1913)
- Miracle Mary – cortometraggio (1913)
- Admission -- Two Pins – cortometraggio (1914)
- The Militant, regia di William Robert Daly – cortometraggio (1914)
- The Fallen Angel, regia di Travers Vale – cortometraggio (1914)
- Her Old Teacher, regia di Travers Vale – cortometraggio (1914)
- The Bondage of Fear – cortometraggio (1914)
- The $5,000,000 Counterfeiting Plot, regia di Bertram Harrison (1914)
- The Seats of the Mighty, regia di T. Hays Hunter (1914)
- Wildfire, regia di Edwin Middleton (1915)
- A Stranger in Camp – cortometraggio (1915)
- The Snow Girl, regia di Frank S. Beresford – cortometraggio (1915)
- The Flaming Sword, regia di Edwin Middleton (come E. Middleton) (1915)
- The Social Law – cortometraggio (1915)
- Bashful Glen – cortometraggio (1915)
- Li'l Nor'wester, regia di Lucius Henderson – cortometraggio (1915)
- A Poor Relation – cortometraggio (1915)
- Liquor and the Law – cortometraggio (1915)
- Graft, regia di George Lessey, Richard Stanton - serial cinematografico (1915)

- The Heart of a Mermaid, regia di Lucius Henderson (1916)

- The Tortured Heart, regia di Will S. Davis (1916)
- Sporting Blood, regia di Bertram Bracken (1916)
- The Straight Way, regia di Will S. Davis (1916)
- The War Bride's Secret, regia di Kenean Buel (1916)
- Romeo and Juliet, regia di J. Gordon Edwards (1916)
- The Darling of Paris, regia di J. Gordon Edwards (1917)
- The Tiger Woman, regia di J. Gordon Edwards (1917)
- Her Greatest Love, regia di J. Gordon Edwards (1917)
- Heart and Soul, regia di J. Gordon Edwards (1917)
- Camille, regia di J. Gordon Edwards (1917)
- Love and the Law, regia di Edgar Lewis (1919)

- The Sacred Ruby, regia di Glen White (1920)

- The House of Mystery (1921)